# Nevrassite
Nevrassite o neurassite  è un termine con il quale si identificano numerose malattie infiammatorie del sistema nervoso e delle meningi, in particolare quelle multifocali e di origine virale.
Tra queste possono essere considerate:
- encefaliti
  - encefalite di Saint-Louis
  - encefalite giapponese
  - encefalite epidemica
  - encefalite post-vaccinale
  - encefalite da virus Coxsackie
  - encefalite da virus erpetici
- neuromielite ottica
- poliomielite anteriore acuta